# Шедей, Сергей Александрович
Серге́й Алекса́ндрович Шеде́й (9 июня 1940, Харьков — 26 ноября 2012, там же) — украинский, ранее советский, шахматный композитор; международный мастер по шахматной композиции (1984). Автор ряда статей по вопросам шахматной композиции. Геофизик, выпускник Ленинградского государственного университета. Тренер по шахматам. За свою тренерскую деятельность принимал участие в воспитании  многих высококвалифицированных шахматистов. Среди них - международные гроссмейстеры - Неверов Валерий Константинович, Дубинка (Романова) Инна Анатольевна, Александрова Ольга Сергеевна, а также более 10 международных мастеров. Это совместные ученики Шедея С. А. и Ханукова М. Г.  В соавторстве с Хануковым М.Г. написал учебник "Полный курс шахмат: 64 урока для новичков и не очень опытных игроков. М.: ООО "Издательство АСТ"; Харьков: "Фолио" ,2002. С 1955 опубликовал около 300 задач, преимущественно двухходовки. На конкурсах удостоен свыше 80 призов, в том числе 40 первых. Финалист 5 личных чемпионатов СССР: 9-й чемпионат (1969) — 2-е; 13-й чемпионат (1981) — 3-е места. Победитель 1-го личного чемпионата РСФСР (1965).

## Задачи
|   | a | b | c | d | e | f | g | h |   |
| - | --- | --- | --- | --- | --- | --- | --- | --- | - |
| 8 | e8 чёрный слон · d7 белый слон · a6 белый король · f6 белая ладья · g6 чёрная пешка · d5 чёрный король · f5 чёрная пешка · f4 чёрный конь · h4 белый ферзь · a3 белый конь · b3 белый конь · d3 чёрная пешка · h3 чёрный конь · d2 белый слон · e1 белая ладья | e8 чёрный слон · d7 белый слон · a6 белый король · f6 белая ладья · g6 чёрная пешка · d5 чёрный король · f5 чёрная пешка · f4 чёрный конь · h4 белый ферзь · a3 белый конь · b3 белый конь · d3 чёрная пешка · h3 чёрный конь · d2 белый слон · e1 белая ладья | e8 чёрный слон · d7 белый слон · a6 белый король · f6 белая ладья · g6 чёрная пешка · d5 чёрный король · f5 чёрная пешка · f4 чёрный конь · h4 белый ферзь · a3 белый конь · b3 белый конь · d3 чёрная пешка · h3 чёрный конь · d2 белый слон · e1 белая ладья | e8 чёрный слон · d7 белый слон · a6 белый король · f6 белая ладья · g6 чёрная пешка · d5 чёрный король · f5 чёрная пешка · f4 чёрный конь · h4 белый ферзь · a3 белый конь · b3 белый конь · d3 чёрная пешка · h3 чёрный конь · d2 белый слон · e1 белая ладья | e8 чёрный слон · d7 белый слон · a6 белый король · f6 белая ладья · g6 чёрная пешка · d5 чёрный король · f5 чёрная пешка · f4 чёрный конь · h4 белый ферзь · a3 белый конь · b3 белый конь · d3 чёрная пешка · h3 чёрный конь · d2 белый слон · e1 белая ладья | e8 чёрный слон · d7 белый слон · a6 белый король · f6 белая ладья · g6 чёрная пешка · d5 чёрный король · f5 чёрная пешка · f4 чёрный конь · h4 белый ферзь · a3 белый конь · b3 белый конь · d3 чёрная пешка · h3 чёрный конь · d2 белый слон · e1 белая ладья | e8 чёрный слон · d7 белый слон · a6 белый король · f6 белая ладья · g6 чёрная пешка · d5 чёрный король · f5 чёрная пешка · f4 чёрный конь · h4 белый ферзь · a3 белый конь · b3 белый конь · d3 чёрная пешка · h3 чёрный конь · d2 белый слон · e1 белая ладья | e8 чёрный слон · d7 белый слон · a6 белый король · f6 белая ладья · g6 чёрная пешка · d5 чёрный король · f5 чёрная пешка · f4 чёрный конь · h4 белый ферзь · a3 белый конь · b3 белый конь · d3 чёрная пешка · h3 чёрный конь · d2 белый слон · e1 белая ладья | 8 |
| 7 | e8 чёрный слон · d7 белый слон · a6 белый король · f6 белая ладья · g6 чёрная пешка · d5 чёрный король · f5 чёрная пешка · f4 чёрный конь · h4 белый ферзь · a3 белый конь · b3 белый конь · d3 чёрная пешка · h3 чёрный конь · d2 белый слон · e1 белая ладья | e8 чёрный слон · d7 белый слон · a6 белый король · f6 белая ладья · g6 чёрная пешка · d5 чёрный король · f5 чёрная пешка · f4 чёрный конь · h4 белый ферзь · a3 белый конь · b3 белый конь · d3 чёрная пешка · h3 чёрный конь · d2 белый слон · e1 белая ладья | e8 чёрный слон · d7 белый слон · a6 белый король · f6 белая ладья · g6 чёрная пешка · d5 чёрный король · f5 чёрная пешка · f4 чёрный конь · h4 белый ферзь · a3 белый конь · b3 белый конь · d3 чёрная пешка · h3 чёрный конь · d2 белый слон · e1 белая ладья | e8 чёрный слон · d7 белый слон · a6 белый король · f6 белая ладья · g6 чёрная пешка · d5 чёрный король · f5 чёрная пешка · f4 чёрный конь · h4 белый ферзь · a3 белый конь · b3 белый конь · d3 чёрная пешка · h3 чёрный конь · d2 белый слон · e1 белая ладья | e8 чёрный слон · d7 белый слон · a6 белый король · f6 белая ладья · g6 чёрная пешка · d5 чёрный король · f5 чёрная пешка · f4 чёрный конь · h4 белый ферзь · a3 белый конь · b3 белый конь · d3 чёрная пешка · h3 чёрный конь · d2 белый слон · e1 белая ладья | e8 чёрный слон · d7 белый слон · a6 белый король · f6 белая ладья · g6 чёрная пешка · d5 чёрный король · f5 чёрная пешка · f4 чёрный конь · h4 белый ферзь · a3 белый конь · b3 белый конь · d3 чёрная пешка · h3 чёрный конь · d2 белый слон · e1 белая ладья | e8 чёрный слон · d7 белый слон · a6 белый король · f6 белая ладья · g6 чёрная пешка · d5 чёрный король · f5 чёрная пешка · f4 чёрный конь · h4 белый ферзь · a3 белый конь · b3 белый конь · d3 чёрная пешка · h3 чёрный конь · d2 белый слон · e1 белая ладья | e8 чёрный слон · d7 белый слон · a6 белый король · f6 белая ладья · g6 чёрная пешка · d5 чёрный король · f5 чёрная пешка · f4 чёрный конь · h4 белый ферзь · a3 белый конь · b3 белый конь · d3 чёрная пешка · h3 чёрный конь · d2 белый слон · e1 белая ладья | 7 |
| 6 | e8 чёрный слон · d7 белый слон · a6 белый король · f6 белая ладья · g6 чёрная пешка · d5 чёрный король · f5 чёрная пешка · f4 чёрный конь · h4 белый ферзь · a3 белый конь · b3 белый конь · d3 чёрная пешка · h3 чёрный конь · d2 белый слон · e1 белая ладья | e8 чёрный слон · d7 белый слон · a6 белый король · f6 белая ладья · g6 чёрная пешка · d5 чёрный король · f5 чёрная пешка · f4 чёрный конь · h4 белый ферзь · a3 белый конь · b3 белый конь · d3 чёрная пешка · h3 чёрный конь · d2 белый слон · e1 белая ладья | e8 чёрный слон · d7 белый слон · a6 белый король · f6 белая ладья · g6 чёрная пешка · d5 чёрный король · f5 чёрная пешка · f4 чёрный конь · h4 белый ферзь · a3 белый конь · b3 белый конь · d3 чёрная пешка · h3 чёрный конь · d2 белый слон · e1 белая ладья | e8 чёрный слон · d7 белый слон · a6 белый король · f6 белая ладья · g6 чёрная пешка · d5 чёрный король · f5 чёрная пешка · f4 чёрный конь · h4 белый ферзь · a3 белый конь · b3 белый конь · d3 чёрная пешка · h3 чёрный конь · d2 белый слон · e1 белая ладья | e8 чёрный слон · d7 белый слон · a6 белый король · f6 белая ладья · g6 чёрная пешка · d5 чёрный король · f5 чёрная пешка · f4 чёрный конь · h4 белый ферзь · a3 белый конь · b3 белый конь · d3 чёрная пешка · h3 чёрный конь · d2 белый слон · e1 белая ладья | e8 чёрный слон · d7 белый слон · a6 белый король · f6 белая ладья · g6 чёрная пешка · d5 чёрный король · f5 чёрная пешка · f4 чёрный конь · h4 белый ферзь · a3 белый конь · b3 белый конь · d3 чёрная пешка · h3 чёрный конь · d2 белый слон · e1 белая ладья | e8 чёрный слон · d7 белый слон · a6 белый король · f6 белая ладья · g6 чёрная пешка · d5 чёрный король · f5 чёрная пешка · f4 чёрный конь · h4 белый ферзь · a3 белый конь · b3 белый конь · d3 чёрная пешка · h3 чёрный конь · d2 белый слон · e1 белая ладья | e8 чёрный слон · d7 белый слон · a6 белый король · f6 белая ладья · g6 чёрная пешка · d5 чёрный король · f5 чёрная пешка · f4 чёрный конь · h4 белый ферзь · a3 белый конь · b3 белый конь · d3 чёрная пешка · h3 чёрный конь · d2 белый слон · e1 белая ладья | 6 |
| 5 | e8 чёрный слон · d7 белый слон · a6 белый король · f6 белая ладья · g6 чёрная пешка · d5 чёрный король · f5 чёрная пешка · f4 чёрный конь · h4 белый ферзь · a3 белый конь · b3 белый конь · d3 чёрная пешка · h3 чёрный конь · d2 белый слон · e1 белая ладья | e8 чёрный слон · d7 белый слон · a6 белый король · f6 белая ладья · g6 чёрная пешка · d5 чёрный король · f5 чёрная пешка · f4 чёрный конь · h4 белый ферзь · a3 белый конь · b3 белый конь · d3 чёрная пешка · h3 чёрный конь · d2 белый слон · e1 белая ладья | e8 чёрный слон · d7 белый слон · a6 белый король · f6 белая ладья · g6 чёрная пешка · d5 чёрный король · f5 чёрная пешка · f4 чёрный конь · h4 белый ферзь · a3 белый конь · b3 белый конь · d3 чёрная пешка · h3 чёрный конь · d2 белый слон · e1 белая ладья | e8 чёрный слон · d7 белый слон · a6 белый король · f6 белая ладья · g6 чёрная пешка · d5 чёрный король · f5 чёрная пешка · f4 чёрный конь · h4 белый ферзь · a3 белый конь · b3 белый конь · d3 чёрная пешка · h3 чёрный конь · d2 белый слон · e1 белая ладья | e8 чёрный слон · d7 белый слон · a6 белый король · f6 белая ладья · g6 чёрная пешка · d5 чёрный король · f5 чёрная пешка · f4 чёрный конь · h4 белый ферзь · a3 белый конь · b3 белый конь · d3 чёрная пешка · h3 чёрный конь · d2 белый слон · e1 белая ладья | e8 чёрный слон · d7 белый слон · a6 белый король · f6 белая ладья · g6 чёрная пешка · d5 чёрный король · f5 чёрная пешка · f4 чёрный конь · h4 белый ферзь · a3 белый конь · b3 белый конь · d3 чёрная пешка · h3 чёрный конь · d2 белый слон · e1 белая ладья | e8 чёрный слон · d7 белый слон · a6 белый король · f6 белая ладья · g6 чёрная пешка · d5 чёрный король · f5 чёрная пешка · f4 чёрный конь · h4 белый ферзь · a3 белый конь · b3 белый конь · d3 чёрная пешка · h3 чёрный конь · d2 белый слон · e1 белая ладья | e8 чёрный слон · d7 белый слон · a6 белый король · f6 белая ладья · g6 чёрная пешка · d5 чёрный король · f5 чёрная пешка · f4 чёрный конь · h4 белый ферзь · a3 белый конь · b3 белый конь · d3 чёрная пешка · h3 чёрный конь · d2 белый слон · e1 белая ладья | 5 |
| 4 | e8 чёрный слон · d7 белый слон · a6 белый король · f6 белая ладья · g6 чёрная пешка · d5 чёрный король · f5 чёрная пешка · f4 чёрный конь · h4 белый ферзь · a3 белый конь · b3 белый конь · d3 чёрная пешка · h3 чёрный конь · d2 белый слон · e1 белая ладья | e8 чёрный слон · d7 белый слон · a6 белый король · f6 белая ладья · g6 чёрная пешка · d5 чёрный король · f5 чёрная пешка · f4 чёрный конь · h4 белый ферзь · a3 белый конь · b3 белый конь · d3 чёрная пешка · h3 чёрный конь · d2 белый слон · e1 белая ладья | e8 чёрный слон · d7 белый слон · a6 белый король · f6 белая ладья · g6 чёрная пешка · d5 чёрный король · f5 чёрная пешка · f4 чёрный конь · h4 белый ферзь · a3 белый конь · b3 белый конь · d3 чёрная пешка · h3 чёрный конь · d2 белый слон · e1 белая ладья | e8 чёрный слон · d7 белый слон · a6 белый король · f6 белая ладья · g6 чёрная пешка · d5 чёрный король · f5 чёрная пешка · f4 чёрный конь · h4 белый ферзь · a3 белый конь · b3 белый конь · d3 чёрная пешка · h3 чёрный конь · d2 белый слон · e1 белая ладья | e8 чёрный слон · d7 белый слон · a6 белый король · f6 белая ладья · g6 чёрная пешка · d5 чёрный король · f5 чёрная пешка · f4 чёрный конь · h4 белый ферзь · a3 белый конь · b3 белый конь · d3 чёрная пешка · h3 чёрный конь · d2 белый слон · e1 белая ладья | e8 чёрный слон · d7 белый слон · a6 белый король · f6 белая ладья · g6 чёрная пешка · d5 чёрный король · f5 чёрная пешка · f4 чёрный конь · h4 белый ферзь · a3 белый конь · b3 белый конь · d3 чёрная пешка · h3 чёрный конь · d2 белый слон · e1 белая ладья | e8 чёрный слон · d7 белый слон · a6 белый король · f6 белая ладья · g6 чёрная пешка · d5 чёрный король · f5 чёрная пешка · f4 чёрный конь · h4 белый ферзь · a3 белый конь · b3 белый конь · d3 чёрная пешка · h3 чёрный конь · d2 белый слон · e1 белая ладья | e8 чёрный слон · d7 белый слон · a6 белый король · f6 белая ладья · g6 чёрная пешка · d5 чёрный король · f5 чёрная пешка · f4 чёрный конь · h4 белый ферзь · a3 белый конь · b3 белый конь · d3 чёрная пешка · h3 чёрный конь · d2 белый слон · e1 белая ладья | 4 |
| 3 | e8 чёрный слон · d7 белый слон · a6 белый король · f6 белая ладья · g6 чёрная пешка · d5 чёрный король · f5 чёрная пешка · f4 чёрный конь · h4 белый ферзь · a3 белый конь · b3 белый конь · d3 чёрная пешка · h3 чёрный конь · d2 белый слон · e1 белая ладья | e8 чёрный слон · d7 белый слон · a6 белый король · f6 белая ладья · g6 чёрная пешка · d5 чёрный король · f5 чёрная пешка · f4 чёрный конь · h4 белый ферзь · a3 белый конь · b3 белый конь · d3 чёрная пешка · h3 чёрный конь · d2 белый слон · e1 белая ладья | e8 чёрный слон · d7 белый слон · a6 белый король · f6 белая ладья · g6 чёрная пешка · d5 чёрный король · f5 чёрная пешка · f4 чёрный конь · h4 белый ферзь · a3 белый конь · b3 белый конь · d3 чёрная пешка · h3 чёрный конь · d2 белый слон · e1 белая ладья | e8 чёрный слон · d7 белый слон · a6 белый король · f6 белая ладья · g6 чёрная пешка · d5 чёрный король · f5 чёрная пешка · f4 чёрный конь · h4 белый ферзь · a3 белый конь · b3 белый конь · d3 чёрная пешка · h3 чёрный конь · d2 белый слон · e1 белая ладья | e8 чёрный слон · d7 белый слон · a6 белый король · f6 белая ладья · g6 чёрная пешка · d5 чёрный король · f5 чёрная пешка · f4 чёрный конь · h4 белый ферзь · a3 белый конь · b3 белый конь · d3 чёрная пешка · h3 чёрный конь · d2 белый слон · e1 белая ладья | e8 чёрный слон · d7 белый слон · a6 белый король · f6 белая ладья · g6 чёрная пешка · d5 чёрный король · f5 чёрная пешка · f4 чёрный конь · h4 белый ферзь · a3 белый конь · b3 белый конь · d3 чёрная пешка · h3 чёрный конь · d2 белый слон · e1 белая ладья | e8 чёрный слон · d7 белый слон · a6 белый король · f6 белая ладья · g6 чёрная пешка · d5 чёрный король · f5 чёрная пешка · f4 чёрный конь · h4 белый ферзь · a3 белый конь · b3 белый конь · d3 чёрная пешка · h3 чёрный конь · d2 белый слон · e1 белая ладья | e8 чёрный слон · d7 белый слон · a6 белый король · f6 белая ладья · g6 чёрная пешка · d5 чёрный король · f5 чёрная пешка · f4 чёрный конь · h4 белый ферзь · a3 белый конь · b3 белый конь · d3 чёрная пешка · h3 чёрный конь · d2 белый слон · e1 белая ладья | 3 |
| 2 | e8 чёрный слон · d7 белый слон · a6 белый король · f6 белая ладья · g6 чёрная пешка · d5 чёрный король · f5 чёрная пешка · f4 чёрный конь · h4 белый ферзь · a3 белый конь · b3 белый конь · d3 чёрная пешка · h3 чёрный конь · d2 белый слон · e1 белая ладья | e8 чёрный слон · d7 белый слон · a6 белый король · f6 белая ладья · g6 чёрная пешка · d5 чёрный король · f5 чёрная пешка · f4 чёрный конь · h4 белый ферзь · a3 белый конь · b3 белый конь · d3 чёрная пешка · h3 чёрный конь · d2 белый слон · e1 белая ладья | e8 чёрный слон · d7 белый слон · a6 белый король · f6 белая ладья · g6 чёрная пешка · d5 чёрный король · f5 чёрная пешка · f4 чёрный конь · h4 белый ферзь · a3 белый конь · b3 белый конь · d3 чёрная пешка · h3 чёрный конь · d2 белый слон · e1 белая ладья | e8 чёрный слон · d7 белый слон · a6 белый король · f6 белая ладья · g6 чёрная пешка · d5 чёрный король · f5 чёрная пешка · f4 чёрный конь · h4 белый ферзь · a3 белый конь · b3 белый конь · d3 чёрная пешка · h3 чёрный конь · d2 белый слон · e1 белая ладья | e8 чёрный слон · d7 белый слон · a6 белый король · f6 белая ладья · g6 чёрная пешка · d5 чёрный король · f5 чёрная пешка · f4 чёрный конь · h4 белый ферзь · a3 белый конь · b3 белый конь · d3 чёрная пешка · h3 чёрный конь · d2 белый слон · e1 белая ладья | e8 чёрный слон · d7 белый слон · a6 белый король · f6 белая ладья · g6 чёрная пешка · d5 чёрный король · f5 чёрная пешка · f4 чёрный конь · h4 белый ферзь · a3 белый конь · b3 белый конь · d3 чёрная пешка · h3 чёрный конь · d2 белый слон · e1 белая ладья | e8 чёрный слон · d7 белый слон · a6 белый король · f6 белая ладья · g6 чёрная пешка · d5 чёрный король · f5 чёрная пешка · f4 чёрный конь · h4 белый ферзь · a3 белый конь · b3 белый конь · d3 чёрная пешка · h3 чёрный конь · d2 белый слон · e1 белая ладья | e8 чёрный слон · d7 белый слон · a6 белый король · f6 белая ладья · g6 чёрная пешка · d5 чёрный король · f5 чёрная пешка · f4 чёрный конь · h4 белый ферзь · a3 белый конь · b3 белый конь · d3 чёрная пешка · h3 чёрный конь · d2 белый слон · e1 белая ладья | 2 |
| 1 | e8 чёрный слон · d7 белый слон · a6 белый король · f6 белая ладья · g6 чёрная пешка · d5 чёрный король · f5 чёрная пешка · f4 чёрный конь · h4 белый ферзь · a3 белый конь · b3 белый конь · d3 чёрная пешка · h3 чёрный конь · d2 белый слон · e1 белая ладья | e8 чёрный слон · d7 белый слон · a6 белый король · f6 белая ладья · g6 чёрная пешка · d5 чёрный король · f5 чёрная пешка · f4 чёрный конь · h4 белый ферзь · a3 белый конь · b3 белый конь · d3 чёрная пешка · h3 чёрный конь · d2 белый слон · e1 белая ладья | e8 чёрный слон · d7 белый слон · a6 белый король · f6 белая ладья · g6 чёрная пешка · d5 чёрный король · f5 чёрная пешка · f4 чёрный конь · h4 белый ферзь · a3 белый конь · b3 белый конь · d3 чёрная пешка · h3 чёрный конь · d2 белый слон · e1 белая ладья | e8 чёрный слон · d7 белый слон · a6 белый король · f6 белая ладья · g6 чёрная пешка · d5 чёрный король · f5 чёрная пешка · f4 чёрный конь · h4 белый ферзь · a3 белый конь · b3 белый конь · d3 чёрная пешка · h3 чёрный конь · d2 белый слон · e1 белая ладья | e8 чёрный слон · d7 белый слон · a6 белый король · f6 белая ладья · g6 чёрная пешка · d5 чёрный король · f5 чёрная пешка · f4 чёрный конь · h4 белый ферзь · a3 белый конь · b3 белый конь · d3 чёрная пешка · h3 чёрный конь · d2 белый слон · e1 белая ладья | e8 чёрный слон · d7 белый слон · a6 белый король · f6 белая ладья · g6 чёрная пешка · d5 чёрный король · f5 чёрная пешка · f4 чёрный конь · h4 белый ферзь · a3 белый конь · b3 белый конь · d3 чёрная пешка · h3 чёрный конь · d2 белый слон · e1 белая ладья | e8 чёрный слон · d7 белый слон · a6 белый король · f6 белая ладья · g6 чёрная пешка · d5 чёрный король · f5 чёрная пешка · f4 чёрный конь · h4 белый ферзь · a3 белый конь · b3 белый конь · d3 чёрная пешка · h3 чёрный конь · d2 белый слон · e1 белая ладья | e8 чёрный слон · d7 белый слон · a6 белый король · f6 белая ладья · g6 чёрная пешка · d5 чёрный король · f5 чёрная пешка · f4 чёрный конь · h4 белый ферзь · a3 белый конь · b3 белый конь · d3 чёрная пешка · h3 чёрный конь · d2 белый слон · e1 белая ладья | 1 |
|   | a | b | c | d | e | f | g | h |   |

1.Сс3? (~ 2.Ле5#),

1...Ке2 2.Фс4#,

но 1...Ке6!

1. Сb4? (~ 2.Лd6#),

1...Ке6 2.Фс4#,

но 1...Ке2!

Решение: 1.Кс4! (~ 2. Кb6#)

1...Ке2 2.Лd6#,

1...Ке6 2.Ле5#,

1...Кр:с4 2.Се6#

Тема Домбровскиса с выбором защит в попытках и матов в решении. 